# SIAI-Marchetti SF.260
De SIAI-Marchetti SF.260 is een Italiaans licht vliegtuig, dat dienst kan doen als toestel voor kunstvliegen en als militair lesvliegtuig. Het toestel werd ontworpen door designer Stelio Frati, oorspronkelijk voor vliegtuigbouwer Aviamilano, die met het eerste prototype (dan als F.260) een testvlucht deed op 15 juli 1964. Het ontwerp werd nog voor het in productie ging verkocht aan SIAI-Marchetti. Het toestel werd vervolgens vanaf 1997 en de fabrieksverkoop verder verkocht als de Aermacchi SF-260 en de Leonardo-Finmeccanica SF-260.
De Luchtcomponent van Defensie heeft sinds 1969 32 SIAI-Marchetti SF.260 toestellen in gebruik van op vliegbasis Goetsenhoven en na haar sluiting als operationele basis van op vliegbasis Beauvechain/Bevekom. Het toestel is het vliegtuig van het luchtstuntteam de Red Devils die in formatie van vier optreden, en is ook een lestoestel voor alle militaire piloten in opleiding.